# Inochi wa utsukushii
„Inochi wa utsukushii” (jap. 命は美しい) – jedenasty singel japońskiego zespołu Nogizaka46, wydany w Japonii 18 marca 2015 roku przez N46Div..
Singel został wydany w czterech edycjach: regularnej (CD) i trzech CD+DVD (Type-A, Type-B, Type-C). Osiągnął 1 pozycję w rankingu Oricon i pozostał na liście przez 34 tygodnie, sprzedał się w nakładzie 622 388 egzemplarzy i zdobył status podwójnej platynowej płyty.

## Lista utworów
Wszystkie utwory zostały napisane przez Yasushiego Akimoto.

### Type-A
| CD | CD                                                                                | CD                  | CD                  | CD      |
| Nr | Tytuł utworu                                                                      | Kompozycja          | Aranżacja           | Długość |
| -- | --------------------------------------------------------------------------------- | ------------------- | ------------------- | ------- |
| 1. | „Inochi wa utsukushii” (jap. 命は美しい)                                          | Hiroki Sagawa       | Hiroki Sagawa       | 5:17    |
| 2. | „Arakajime katarareru Romance” (jap. あらかじめ語られるロマンス)                  | SoichiroK, Nozomu.S | SoichiroK, Nozomu.S | 4:56    |
| 3. | „Tachinaori-chū” (jap. 立ち直り中)                                                | Takashi Fukuda      | TATOO               | 4:44    |
| 4. | „Inochi wa utsukushii” (jap. 命は美しい) (off vocal ver.)                         | Hiroki Sagawa       | Hiroki Sagawa       | 5:17    |
| 5. | „Arakajime katarareru Romance” (jap. あらかじめ語られるロマンス) (off vocal ver.) | SoichiroK, Nozomu.S | SoichiroK, Nozomu.S | 4:56    |
| 6. | „Tachinaori-chū” (jap. 立ち直り中) (off vocal ver.)                               | Takashi Fukuda      | TATOO               | 4:44    |

| DVD | DVD                                                        | DVD     |
| Nr  | Tytuł utworu                                               | Długość |
| --- | ---------------------------------------------------------- | ------- |
| 1.  | „Inochi wa utsukushii” (jap. 命は美しい) (music video)     | 5:41    |
| 2.  | „Tachinaori-chū” (jap. 立ち直り中) (music video)           | 10:11   |
| 3.  | „Ikoma Rina & Itō Marika” (jap. 生駒里奈&伊藤万理華)       | 8:32    |
| 4.  | „Etō Misa & Sakurai Reika” (jap. 衛藤美彩&桜井玲香)        | 5:58    |
| 5.  | „Kawago Hina & Saitō Chiharu” (jap. 川後陽菜&斎藤ちはる)   | 5:46    |
| 6.  | „Kawamura Mahiro & Sagara Iori” (jap. 川村真洋&相楽伊織)   | 8:13    |
| 7.  | „Takayama Kazumi & Nōjo Ami” (jap. 高山一実&能條愛未)      | 6:27    |
| 8.  | „Nishino Nanase & Wakatsuki Yumi” (jap. 西野七瀬&若月佑美) | 8:42    |

### Type-B
| CD | CD                                                                                | CD                  | CD                  | CD      |
| Nr | Tytuł utworu                                                                      | Kompozycja          | Aranżacja           | Długość |
| -- | --------------------------------------------------------------------------------- | ------------------- | ------------------- | ------- |
| 1. | „Inochi wa utsukushii” (jap. 命は美しい)                                          | Hiroki Sagawa       | Hiroki Sagawa       | 5:17    |
| 2. | „Arakajime katarareru Romance” (jap. あらかじめ語られるロマンス)                  | SoichiroK, Nozomu.S | SoichiroK, Nozomu.S | 4:56    |
| 3. | „Gomen ne zutto...” (jap. ごめんね ずっと・・・) (wyk. Nanase Nishino)            | Tomokazu Yamada     | Shōhei Sumiya       | 5:31    |
| 4. | „Inochi wa utsukushii” (jap. 命は美しい) (off vocal ver.)                         | Hiroki Sagawa       | Hiroki Sagawa       | 5:17    |
| 5. | „Arakajime katarareru Romance” (jap. あらかじめ語られるロマンス) (off vocal ver.) | SoichiroK, Nozomu.S | SoichiroK, Nozomu.S | 4:56    |
| 6. | „Gomen ne zutto...” (jap. ごめんね ずっと・・・) (off vocal ver.)                 | Tomokazu Yamada     | Shōhei Sumiya       | 5:31    |

| DVD | DVD                                                            | DVD     |
| Nr  | Tytuł utworu                                                   | Długość |
| --- | -------------------------------------------------------------- | ------- |
| 1.  | „Inochi wa utsukushii” (jap. 命は美しい) (music video)         | 5:41    |
| 2.  | „Gomen ne zutto...” (jap. ごめんね ずっと・・・) (music video) | 7:26    |
| 3.  | „Itō Karin & Higuchi Hina” (jap. 伊藤かりん&樋口日奈)          |         |
| 4.  | „Inoue Sayuri & Saitō Yūri” (jap. 井上小百合&斉藤優里)         | 6:17    |
| 5.  | „Saitō Asuka & Hoshino Minami” (jap. 齋藤飛鳥&星野みなみ)      | 3:13    |
| 6.  | „Shiraishi Mai & Hashimoto Nanami” (jap. 白石麻衣&橋本奈々未)  | 7:16    |
| 7.  | „Shinuchi Mai & Fukagawa Mai” (jap. 新内眞衣&深川麻衣)         | 5:58    |

### Type-C
| CD | CD | CD                  | CD                  | CD      |
| Nr | Tytuł utworu                                                                                              | Kompozycja          | Aranżacja           | Długość |
| -- | --- | ------------------- | ------------------- | ------- |
| 1. | „Inochi wa utsukushii” (jap. 命は美しい)                                                                  | Hiroki Sagawa       | Hiroki Sagawa       | 5:17    |
| 2. | „Arakajime katarareru Romance” (jap. あらかじめ語られるロマンス)                                          | SoichiroK, Nozomu.S | SoichiroK, Nozomu.S | 4:56    |
| 3. | „Kimi wa boku to awanai hō ga yokatta no kana” (jap. 君は僕と会わない方がよかったのかな)                  | Akira Sunset, ha-j  | Akira Sunset, ha-j  | 5:06    |
| 4. | „Inochi wa utsukushii” (jap. 命は美しい) (off vocal ver.)                                                 | Hiroki Sagawa       | Hiroki Sagawa       | 5:17    |
| 5. | „Arakajime katarareru Romance” (jap. あらかじめ語られるロマンス) (off vocal ver.)                         | SoichiroK, Nozomu.S | SoichiroK, Nozomu.S | 4:56    |
| 6. | „Kimi wa boku to awanai hō ga yokatta no kana” (jap. 君は僕と会わない方がよかったのかな) (off vocal ver.) | Akira Sunset, ha-j  | Akira Sunset, ha-j  | 5:06    |

| DVD | DVD | DVD     |
| Nr  | Tytuł utworu                                                                                           | Długość |
| --- | --- | ------- |
| 1.  | „Inochi wa utsukushii” (jap. 命は美しい) (music video)                                                 | 5:41    |
| 2.  | „Kimi wa boku to awanai hō ga yokatta no kana” (jap. 君は僕と会わない方がよかったのかな) (music video) | 5:10    |
| 3.  | „Akimoto Manatsu & Nakamoto Himeka” (jap. 秋元真夏&中元日芽香)                                         | 5:54    |
| 4.  | „Ikuta Erika & Matsumura Sayuri” (jap. 生田絵梨花&松村沙友理)                                          |         |
| 5.  | „Kitano Hinako & Wada Maaya” (jap. 北野日奈子&和田まあや)                                              |         |
| 6.  | „Nakada Kana & Nagashima Seira” (jap. 中田花奈&永島聖羅)                                               | 7:37    |
| 7.  | „Hori Miona & Matsui Rena” (jap. 堀未央奈&松井玲奈)                                                    | 9:28    |
| 8.  | „Kenkyūsei” (jap. 研究生)                                                                              |         |

### Edycja regularna
| CD | CD                                                                                | CD                  | CD                  | CD      |
| Nr | Tytuł utworu                                                                      | Kompozycja          | Aranżacja           | Długość |
| -- | --------------------------------------------------------------------------------- | ------------------- | ------------------- | ------- |
| 1. | „Inochi wa utsukushii” (jap. 命は美しい)                                          | Hiroki Sagawa       | Hiroki Sagawa       | 5:17    |
| 2. | „Arakajime katarareru Romance” (jap. あらかじめ語られるロマンス)                  | SoichiroK, Nozomu.S | SoichiroK, Nozomu.S | 4:56    |
| 3. | „Border” (jap. ボーダー)                                                          | Tomohiro Nakatsuchi | Tomohiro Nakatsuchi | 4:39    |
| 4. | „Inochi wa utsukushii” (jap. 命は美しい) (off vocal ver.)                         | Hiroki Sagawa       | Hiroki Sagawa       | 5:17    |
| 5. | „Arakajime katarareru Romance” (jap. あらかじめ語られるロマンス) (off vocal ver.) | SoichiroK, Nozomu.S | SoichiroK, Nozomu.S | 4:56    |
| 6. | „Border” (jap. ボーダー) (off vocal ver.)                                         | Tomohiro Nakatsuchi | Tomohiro Nakatsuchi | 4:39    |

## Skład zespołu
| „Inochi wa utsukushii” |
| --- |
| - Nogizaka46 1. gen.: Manatsu Akimoto, Erika Ikuta, Marika Itō, Misa Etō, Asuka Saitō, Reika Sakurai, Mai Shiraishi, Kazumi Takayama, Nanase Nishino (środek), Nanami Hashimoto, Mai Fukagawa, Minami Hoshino, Sayuri Matsumura, Yumi Wakatsuki - Nogizaka46 1. gen. / AKB48 Team B: Rina Ikoma - Nogizaka46 2. gen.: Iori Sagara, Miona Hori - SKE48 Team E / Nogizaka46: Rena Matsui |

| „Arakajime katarareru Romance” |
| --- |
| - Nogizaka46 1. gen.: Erika Ikuta, Marika Itō, Asuka Saitō (środek), Minami Hoshino (środek) - Nogizaka46 1. gen. / AKB48 Team B: Rina Ikoma - Nogizaka46 2. gen.: Miona Hori |

| „Tachinaori-chū” |
| --- |
| - Nogizaka46 1. gen.: Manatsu Akimoto, Misa Eto, Mai Shiraishi (środek), Kazumi Takayama, Nanami Hashimoto (środek), Mai Fukagawa, Sayuri Matsumura |

| „Kimi wa boku to awanai hō ga yokatta no kana” |
| --- |
| - Nogizaka46 1. gen.: Sayuri Inoue, Hina Kawago, Mahiro Kawamura, Chiharu Saitō, Yuuri Saitō, Seira Nagashima, Kana Nakada, Himeka Nakamoto (środek), Ami Nōjo, Hina Higuchi, Maaya Wada - Nogizaka46 2. gen.: Karin Itō, Hinako Kitano, Mai Shinuchi |

| „Border” |
| --- |
| - Nogizaka46 2. gen.: Junna Itō, Kotoko Sasaki, Ayane Suzuki, Ranze Terada (środek), Rena Yamazaki, Miria Watanabe |

## Notowania
| Lista                             | Pozycja |
| --------------------------------- | ------- |
| Oricon Weekly Singles Chart       | 1       |
| Oricon Yearly Singles Chart       | 8       |
| Billboard Japan Hot 100           | 1       |
| Billboard Japan Hot Singles Sales | 1       |